# Alexander Berzin

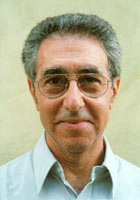
Alexander Berzin

Alexander Berzin (Paterson, NJ, 1944) is een boeddholoog en tibetoloog, met als specialisatie het Tibetaans boeddhisme.
Hij behaalde zijn bachelor in 1965 in de Oriëntalistiek aan de Rutgers-universiteit samen met de Princeton-universiteit en zijn master in 1967 en doctoraat in 1972 in Chinese talen, Sanskriet en Indiase studies aan de Harvard-universiteit.

## Werk
Van 1969 tot 1998 woonde hij voornamelijk in Dharamsala, India. Hier verbleef hij in eerste instantie vanuit het Fulbright-programma en studeerde en praktiseerde hij met geestelijken uit alle vier scholen van de Tibetaans boeddhistische tradities.
Hij is een van de oprichters van het vertaalbureau van de bibliotheek van Tibetaanse werken en archieven. Berzin ontwikkelde samen met andere vertalers nieuwe terminologie om vertalingen in het Engels mogelijk te maken, gezien Tibetaanse technische termen vaak verkeerd werden begrepen.
Sinds 1983 onderwees Berzin over boeddhistische gebruiken en filosofie en Tibetaans-Mongoolse geschiedenis, Tibetaanse geneeskunde en cultuur in dharmacentra en universiteiten in meer dan zeventig landen in de wereld. Anno 2006 woont Berzin in Berlijn.